# Nooksack
Cet article concerne la langue nooksack. Pour le peuple nooksack, voir Nooksacks.
Le nooksack, ou nootsack (Lhéchelesem ou Lhéchalosem en nooksack), est une langue amérindienne de la famille des langues salish du Nord-Ouest Pacifique parlée aux États-Unis, dans le comté de Whatcom de l'État de Washington.
Le dernier Nooksack usant régulièrement de sa langue maternelle est décédé en 1977. Le dernier locuteur partiel a disparu en 1988. La langue est éteinte.

## Écriture
Un alphabet nooksack a été développé par Brent Galloway (en) pour le programme de revitalisation linguistique.
| a | ch | ch’ | e  | h  | i   | k   | kw | kw’ | l | lh | m | n  | o | o̱  | p | p’ | q | q’ | qw |
| s | sh | t   | t’ | th | th’ | tl’ | ts | ts’ | u | w  | x | xw | x̱ | x̱w | y | 7  |   |    |    |

Les graphèmes ‹ k, th, th’, x, o̱ › sont utilisés dans des mots d’emprunts. L’accent tonique est indiqué avec l’accent aigu sur la voyelle de la syllabe. Les deux-points sont utilisés après une lettre pour indiquer les sons longs.